# マタリキ・チャニングス
マタリキ・チャニングス（Matariki Tyla Channings、2002年6月11日 - ）は、ジャパンラグビーリーグワンのNECグリーンロケッツ東葛に所属している、ニュージーランド出身のラグビーユニオン選手。

## 略歴
ニュージーランド北島のヘイスティングズにある、ヘイスティングス男子高校出身。
東洋大学に留学し、2年時の4月の関東大学春季大会から先発出場した。4年時には、関東ラグビーフットボール協会100周年記念大会に東軍学生代表で出場した。
2025年1月23日、ジャパンラグビーリーグワンのNECグリーンロケッツ東葛へ、アーリーエントリーでの入団を発表した。同年3月、東洋大学卒業。